# Ameiva undulata
L'ameiva ondulata, (Ameiva undulata Wiegmann, 1834) è una specie di lucertola che fa parte della famiglia dei Teiidi

## Descrizione
L'Ameiva undulata misura dai 27 ai 30 cm.

## Distribuzione e habitat
Vive in molte zone dell'America centrale e del Sud America quali: Costa Rica, Nicaragua, Honduras, El Salvador, Guatemala, Venezuela, e nel sud del Messico.

## Biologia
È una specie prevalentemente insettivora.